# Apsus Vallis
Apsus Vallis é um canal no quadrângulo de Cebrenia em Marte, localizado a 35.1° latitude norte e 225° longitude oeste.  Sua extensão é de 120 km longe seu nome vem de um rio clássico na antiga Macedônia, atual Grécia.